# Лубянка (Ракитнянский район)
Лубя́нка (укр. Луб’янка) — село, входит в Ракитнянский район Киевской области Украины.
Население по переписи 2001 года составляло 288 человек. Почтовый индекс — 09641. Телефонный код — 4562. Занимает площадь 4 км². Код КОАТУУ — 3223782501.

## История
Село Лубянка было в составе Винцентовской волости Васильковского уезда Киевской губернии. В селе была Рождество-Богородицкая церковь. Священнослужители Рождество-Богородицкой церкви:
- 1911—1912 — псаломщик Александр Россинский
- 1911—1915 — священник Ксенофонт Хмарский и псаломщик Петр Шемеранский

## Местный совет
09641, Київська обл., Рокитнянський р-н, с. Луб’янка